# Chocolate Milk
Chocolate Milk est un groupe américain de musique funk et soul de la Nouvelle-Orléans, en Louisiane, actif dans les années 1970 et au début des années 1980.

## Biographie
Chocolate Milk a été formé en 1974 à La Nouvelle-Orléans après l'apparition des groupes Kool & the Gang et Earth, Wind & Fire. Les huit musiciens du groupe incluent le chanteur Frank Richard, le saxophoniste Amadee Castenell, le trompettiste Joseph Renard, le guitariste Mario Tio, le bassiste Sérieux Dabon, le pianiste Robert Dabon et le batteur Dewight Richards. Le groupe a également travaillé en tant que groupe de studio de l'auteur-compositeur et producteur Allen Toussaint, à la suite des Meters comme groupe d'Allen Toussaint . Chocolate Milk a joué avec Toussaint comme  groupe live et sur son album New Orleans Jazz Heritage Festival (1976), et a également enregistré avec Paul McCartney. Le groupe a ensuite signé avec RCA Records.
Le premier de leurs huit albums sortis sur RCA est Action Speaks Louder than Words, un album qui comprenait un message politique. Le morceau titre, "Action Speaks Louder than Words" (1975), a un break beat qui a été échantillonné à de nombreuses reprises dans la musique hip hop, y compris "Move the Crowd" en 1987 sur l'album Paid in Full d'Eric B. & Rakim, et "on't Let Your Mouth Write A Check Your Ass Can't Cash (1991) par Stetsasonic.
Le groupe est devenu connu pour Action Speaks Louder than Words et d'autres morceaux à succès : Girl Callin' (1978), Say Won't Cha (1979). et I'm Your Radio (1980), Le groupe est également connu pour leur polyvalence dans les styles musicaux, ajoutant plus tard des éléments de disco, notamment sur leur hit de 1981, Blue Jeans, qui a culminé au numéro quinze dans les charts de musique Soul. Chocolate Milk se séparent en 1983, en raison du déclin de la popularité de la disco, de nombreux changements de personnel, et les changements dans les producteurs après la séparation avec Allen Toussaint en 1980.

## Discography

### Albums
- Action Speaks Louder Than Words (1975), RCA
- Chocolate Milk (1976), RCA
- Comin'" (1977), RCA
- We're All In This Together' (1978), RCA
- Milky Way (1979), RCA
- Hipnotism (1980), RCA
- Blue Jeans (1982), RCA
- Friction (1982), RCA

### Compilations
- Ice Cold Funk: The Greatest Grooves of Chocolate Milk (1998), Razor & Tie
- Best of Chocolate Milk (2002), Camden